# Rzeźby i instalacje na terenie Starego Browaru
Rzeźby i instalacje zlokalizowane na terenie Starego Browaru w Poznaniu:
| Nr  | Tytuł lub nazwa                             | Autor                | Data powstania | Zdjęcie | O dziele |
| 1.  | Opertus Lunula Umbra (Ukryty Cień Księżyca) | U-Ram Choe           | 2008           |         | Obiekt zrealizowany na V Biennale w Liverpoolu jest rzeźbą kinetyczną (ruchomą). Inspirowany naturą – ciałami owadów. |
| 2.  | Citta Gentile (Miasto Przyjazne, 6 rzeźb)   | Alessandro Mendini   | 2004           |         | Instalacja przygotowana specjalnie dla wnętrz Starego Browaru jest pokłosiem wystawy artysty w Poznaniu w 2004. Mendini, w myśl swojej koncepcji, traktuje przestrzeń publiczną, jako miejsce silnego oddziaływania estetycznego na odbiorcę. Integralną częścią dzieła jest tekst napisany przez artystę, a dotyczący kondycji człowieka w świecie współczesnym. Na zdjęciu Opertus Lunula Umbra, a rzeźby Mendiniego w tle panoramy. |
| 3.  | Henyo-Penyo Myomyonmyo                      | Mr.                  | 2005           |         | Dzieło japońskiego artysty i performera, przedstawiającego młode dziewczyny w poetyce mangi (początkowo szkicował je na starych paragonach sklepowych). |
| 4.  | Bez tytułu                                  | Leon Tarasewicz      | 2003           |         | Instalacja powstała na 750-lecie Poznania i pierwotnie eksponowana była na kolumnach Teatru Wielkiego (przez miesiąc, w dniach 20.9.-20.10.2003). Dzieło to zielono-żółte, jaskrawe pasy naniesione na 54 kręgi, silnie ingerujące w istniejącą przestrzeń społeczną. |
| 5.  | Konflikt między dobrem a złem               | Piotr Kurka          | 2004           |         | Czarno-biała marmurowa ławka (użytkowa, dostępna). Po stronie białej umieszczona jest sylwetka kruka. Całość wyobraża odwieczny konflikt dobra (jasności) ze złem (ciemnością). |
| 6.  | Thsuki-no-hikari (Blask Księżyca)           | Igor Mitoraj         | 1991           |         | Monumentalny fragment ludzkiej twarzy, wzorowany na posągach antycznych herosów. |
| 7.  | Torso del lago (Tors nad jeziorem)          | Igor Mitoraj         | 2002           |         | Dzieło odnosi się do przemijalności i kruchości ludzkiego ciała, podlegającego upływowi czasu. Pokazuje fragmentaryczność i nietrwałość działalności ludzkiej. |
| 8.  | Eros alato (Eros skrzydlaty)                | Igor Mitoraj         | 1984           |         | Przewrotny obraz zestarzałego Erosa. |
| 9.  | Wave Function                               | Rafael Lozano-Hemmer | 2007           |         | Instalacja kinetyczna – grupa krzeseł na teleskopowych nogach, które powodują rytmiczne ich falowanie. Całość jest interaktywna i wyposażona w czujniki oraz kamery. Dzieło zaprezentowane po raz pierwszy na Biennale w Wenecji w 2007. |
| 10. | Kufel                                       | Wojciech Kujawski    | 2007           |         | Rzeźba z brązu odsłonięta została z okazji otwarcia nowej części Starego Browaru. Przy tej okazji pobito dwa rekordy Guinnessa – największy kufel piwa i największa ilość wypitych z jednego naczynia litrów tego napoju. Rzeźba znajduje się na zewnątrz. |
| 11. | Relief fasady                               | Adam Garnek          | 2007           |         | Wspólne dzieło artysty i projektantów Starego Browaru. Instalacja adaptuje całą zachodnią fasadę, tworząc po zmroku intensywną grę barw i świateł. |

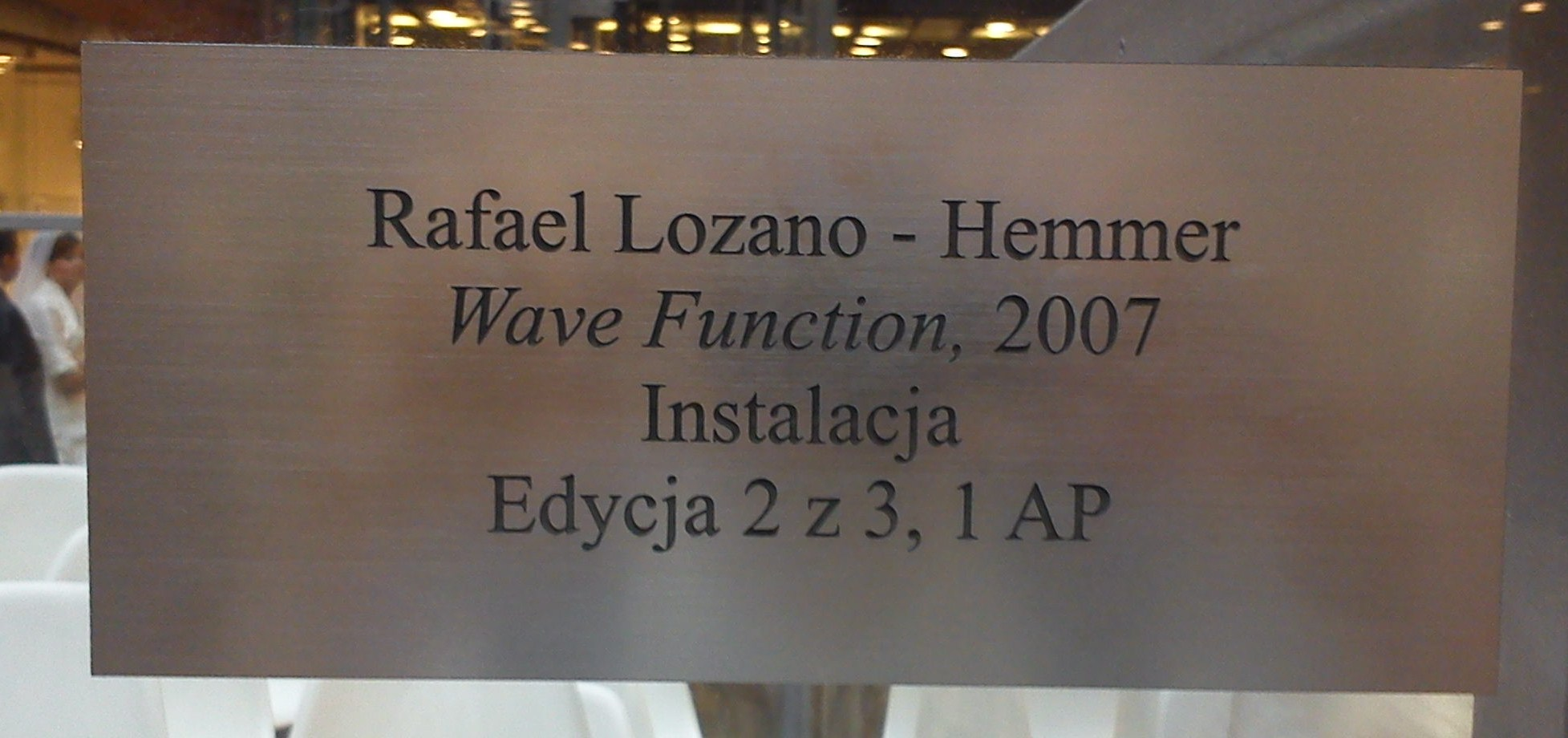
Przykład tabliczki informacyjnej przy dziele sztuki na terenie Starego Browaru

Oprócz rzeźb i instalacji zlokalizowanych w przestrzeniach Starego Browaru, osobna kolekcja sztuki wyeksponowana jest na terenie Blow Up Hall 50 50, który stanowi integralną część kompleksu.